# Nicolaas van Foreest
Nicolaas van Foreest, heer van Schoorl en Camp en Groet, (Wieringerwaard, 20 januari 1876 – Heiloo, 21 juni 1945) was een Heiloose jonkheer en burgemeester. In 1936 werd hij benoemd tot Ridder in de Orde van Oranje-Nassau.
Nicolaas van Foreest werd geboren als zoon van Pieter van Foreest en Johanna Elisabeth Beets (1846-1878). Na het overlijden van zijn vader in 1922 erfde hij de heerlijkheden Schoorl en Camp en Groet, alsmede een aandeel in het landgoed Nijenburg te Heiloo. Hij bleef ongehuwd.
In 1905 werd Nicolaas van Foreest benoemd als burgemeester en gemeentesecretaris van Heiloo. Deze functies vervulde hij 36 jaar. In 1941 ging hij op 65-jarige leeftijd met pensioen.
Nicolaas van Foreest was voorts secretaris/penningmeester van de Oosterzijpolder vanaf 1905 tot aan zijn overlijden in 1945.